# Teresa Wrzaszczyk
Teresa Wrzaszczyk (ur. ?) – polska działaczka partyjna i państwowa, nauczycielka, w latach 1975–1980 prezydent Świętochłowic, w latach 1980–1981 wicewojewoda katowicki.

## Życiorys
Ukończyła studia magisterskie. Z zawodu nauczycielka, pracowała w miejskiej oświacie Świętochłowic. Wieloletnia działaczka Polskiej Zjednoczonej Partii Robotniczej, wchodziła w skład egzekutywy Komitetu Miejskiego PZPR w Świętochłowicach. Od 1 czerwca 1975 do 7 marca 1980 pozostawała prezydentem tego miasta. Następnie do lutego 1981 pełniła funkcję wicewojewody katowickiego.